# Ballus japonicus
Ballus japonicus är en spindelart som beskrevs av Saito 1939. Ballus japonicus ingår i släktet Ballus och familjen hoppspindlar. Inga underarter finns listade.